# Унежиж
Унежиж (пол. Unierzyż) — село в Польщі, у гміні Стшеґово Млавського повіту Мазовецького воєводства.
Населення — 223 особи (2011).
У 1975-1998 роках село належало до Цехановського воєводства.

## Демографія
Демографічна структура станом на 31 березня 2011 року:
|          | Загалом | Допрацездатний вік | Працездатний вік | Постпрацездатний вік |
| -------- | ------- | ------------------ | ---------------- | -------------------- |
| Чоловіки | 113     | 11                 | 81               | 21                   |
| Жінки    | 110     | 19                 | 54               | 37                   |
| Разом    | 223     | 30                 | 135              | 58                   |